# Gonomyia (Gonomyia) rhicnacantha
Gonomyia (Gonomyia) rhicnacantha is een tweevleugelige uit de familie steltmuggen (Limoniidae). De soort komt voor in het Oriëntaals gebied.